# Demande de valeurs foncières
Demande de valeurs foncières (DVF) est un jeu de données sur les transactions immobilières en France produit par la direction générale des Finances publiques (DGFiP). Ce jeu de données comporte le prix de vente, la date de transaction, la localisation, ainsi que la nature et la surface du bien. Il mentionne également lorsqu'il y a des dispositions avec dans des parcelles adjacentes (servitudes).
Ces données disponibles proviennent de données enregistrées par les services de la publicité foncière, complétées du descriptif des biens en provenance du cadastre depuis les cinq dernières années. Elles sont complémentaires des bases de données PATRIM produite par l'administration fiscale, Base BIEN payante et PERVAL réservée aux notaires.
À la suite du décret no 2018-1350 du 28 décembre 2018, le jeu de données est publié sous licence ouverte le 24 avril 2019,.

## Fréquence des mises à jour
Les données mise à disposition par la DGFIP sont mises à jour semestriellement.
Chaque mois d'octobre sont publiées les transactions immobilières du 1er semestre de l'année en cours, et chaque mois d'avril sont publiées les transactions immobilières du 2e semestre de l'année précédente.

## Exclusions
Pour des raisons de droit local, certains départements sont exclus des informations publiées. Ces département sont : le Haut-Rhin, le Bas-Rhin, la Moselle, et Mayotte.

## Réutilisations
Ces données étant complexes à utiliser, de nombreux sites les retraitent afin d'en faciliter l'accès. Elles sont disponibles sous différents formats, à télécharger, ou directement sur une carte de France.